# Haemaphlebia phaeomicta
Haemaphlebia phaeomicta är en fjärilsart som beskrevs av George Francis Hampson 1918. Haemaphlebia phaeomicta ingår i släktet Haemaphlebia och familjen nattflyn. Inga underarter finns listade i Catalogue of Life.